# Лейк Чарльз ЗПГ (термінал/завод)
Лейк Чарльз ЗПГ (раніше Транклайн ЗПГ) — термінал для прийому та регазифікації зрідженого природного газу на узбережжі Мексиканської затоки у Лейк-Чарлз у Луїзіані. Внаслідок «сланцевої революції» втратив своє значення та планується до перетворення на завод із виробництва ЗПГ на експорт.
Імпортний термінал ввели в експлуатацію в 1981 році з потужністю 6,5 млрд.м3 на рік та сховищем ЗПГ із трьох резервуарів об'ємом по 95000 м3 кожен. В 2006 році внаслідок проведеної модернізації потужність збільшили до 18,6 млрд м3, також були додані четвертий резервуар об'ємом 140000 м3 та другий причал для газовозів. Портове господарство здатне обслуговувати танкери вантажоємністю від 30000 до 160000 м3.
Внаслідок «сланцевої революції» США перетворились на нетто-експортера блакитного палива. Як наслідок, власники терміналу Транклайн (британська BG та місцева Energy Transfer) у спілці з компанією Shell почали розробляти плани спорудження на його основі заводу з виробництва зрідженого природного газу. Планується створити три технологічні лінії загальною потужністю 16,44 млн т ЗПГ на рік (23 млрд.м3). Станом на середину 2016 року отримані дозволи на будівництво від Федеральної комісії з регулювання енергетики, проте фінальне рішення щодо здійснення інвестицій у проєкт поки вирішили відкласти. 